# Sphenomorphus longicaudatus
Espèce
Synonymes
- Lygosoma longicaudatum De Rooij, 1915

Sphenomorphus longicaudatus est une espèce de sauriens de la famille des Scincidae.

## Répartition
Cette espèce est endémique de Papouasie-Nouvelle-Guinée.

## Description
L'holotype de Sphenomorphus longicaudatus mesure 201 mm dont 109 mm pour la queue. Cette espèce a la face dorsale brun sombre. Ses flancs sont plus clairs et présentent de petites taches jaunâtres cerclées de brun. Sa face ventrale est jaunâtre. Sa gorge est rayée longitudinalement de grisâtre. Sa queue est tachetée de brunâtre.

## Étymologie
Son nom d'espèce, du latin longi, « long, longue », et caudata, « queue », lui a été donné en référence à sa morphologie.

## Publication originale
- de Rooij, 1915 : The Reptiles of the Indo-Australian Archipelago. I. Lacertilia, Chelonia, Emydosauria. Leyde, E. J. Brill, p. 1-384 (texte intégral).